# Xin chào, Lý Hoán Anh
Xin chào, Lý Hoán Anh (tiếng Trung: 你好，李焕英; bính âm: Nǐ hǎo, Lǐ Huànyīng) là một bộ phim điện ảnh hài của Trung Quốc năm 2021. Phim do Giả Linh viết kịch bản và đạo diễn với sự tham gia của các diễn viên Giả Linh, Thẩm Đằng, Trần Hách và Trương Tiểu Phỉ. Phim được phát hành vào ngày 12 tháng 2 năm 2021 (Tết Nguyên Đán). Bộ phim xoay quanh câu chuyện tình yêu gia đình, tình mẫu tử, lòng hiếu thảo được xây dựng dựa trên câu chuyện có thật của tác giả Giả Linh.

## Nội dung
Xin chào, Lý Hoán Anh lấy bối cảnh năm 2001, khi nhân vật Giả Hiểu Linh vừa bước chân vào cánh cửa Đại học đã phải trải qua biến cố lớn nhất cuộc đời: Người mẹ mà cô luôn yêu thương, tự hào đã mất vì tai nạn giao thông. Trong lúc đau buồn, Giả Hiểu Linh đột nhiên xuyên không về quá khứ, rồi sống ở năm 1981 - thời điểm mẹ cô vẫn là 1 thiếu nữ có tên Lý Hoán Anh. Lúc trẻ, mẹ Giả Hiểu Linh - Lý Hoán Anh cũng là cô gái trẻ trung ngọt ngào. Để ở bên mẹ, Giả Hiểu Linh đã nói dối về bản thân, đồng thời trở thành người bạn thân, gắn bó với cô gái Lý Hoán Anh như hình với bóng.

## Diễn viên
- Giả Linh vai Giả Hiểu Linh
- Thẩm Đằng vai Thẩm Quang Lâm
- Trương Tiểu Phỉ vai Lý Hoán Anh
- Trần Gách vai Lãnh Đặc
- Lưu Giai vai Lý Hoán Anh (tuổi trung niên)
- Hà Hạc vai Bao Ngọc Mai
- Đinh Gia Lệ vai Bao Ngọc Mai (tuổi trung niên)
- Bao Văn Tịnh vai Triệu Diễm Hoa
- Hàn Vân Vân vai Vương Cầm
- Vương Lâm vai Vương Cầm (tuổi trung niên)
- Hứa Quân thông vai Từ Chí Khải
- Kiều Sam vai Giả Văn Điền
- Giả Văn Điền vai Giả Văn Điền (tuổi trung niên)

## Sản xuất
Xin chào, Lý Hoán Anh là tác phẩm đầu tay của đạo diễn Giả Linh. Cô đã dành hơn ba năm để viết kịch bản và chỉnh sửa kịch cùng với các biên kịch khác của phim. Bộ phim chính thức bắt đầu sản xuất từ ngày 25 tháng 9 năm 2019, phim được quay tại quê hương của Giả Linh, Tương Dương, Hồ Bắc.

## Tiếp nhận

### Phòng vé
Xin chào, Lý Hoán Anh được phát hành vào ngày 12 tháng 2 năm 2021, trong tuần đầu tiên công chiếu phim đã thu về 195 triệu đô la Mỹ (1,26 tỷ Nhân dân tệ). Bộ phim đã thu về tổng 848 triệu đô la Mỹ tại phòng vé đứng thứ ba trong số những bộ phim có doanh thu cao nhất toàn cầu năm 2021 đồng thời là bộ phim không nói tiếng Anh đứng thứ 3 phim có doanh thu cao nhất mọi thời đại.

## Giải thưởng
| Năm  | Giải thưởng            | Hạng mục                         | Người nhận      | Kết quả   | Ghi chú |
| ---- | ---------------------- | -------------------------------- | --------------- | --------- | ------- |
| 2021 | Giải Kim Kê lần thứ 24 | Đạo diễn mới xuất sắc nhất       | Giả Linh        | Đề cử     | [ 12 ]  |
| 2021 | Giải Kim Kê lần thứ 24 | Nữ diễn viên chính xuất sắc nhất | Trương Tiểu Phỉ | Đoạt giải | [ 13 ]  |
| 2021 | Giải Kim Kê lần thứ 24 | Nữ diễn viên phụ xuất sắc nhất   | Lưu Giai        | Đề cử     | [ 13 ]  |